# Delfeayo Marsalis
Delfeayo Marsalis es un trombonista y productor musical estadounidense de jazz, hermano de Wynton, Branford y Jason, e hijo de Ellis Marsalis.

## Biografía
El tercero de los hermanos Marsalis nació en Nueva Orleans, la capital del jazz y del blues, y con 13 años comenzó a estudiar trombón. Cursó estudios en el New Orleans Center for Creative Arts y recibió formación clásica en otras instituciones. En 1982, tras haber grabado ya su primer disco como productor con 17 años, se inscribe en el prestigioso Berklee College of Music, donde cursa estudios de instrumento y producción musical.
Como productor ha registrado hasta el momento más de 70 trabajos con artistas tan importantes como Harry Connick, Jr., Marcus Roberts, Spike Lee, o los restantes miembros del clan Marsalis. Como trombonista ha trabajado con Ray Charles, Art Blakey, Abdullah Ibrahim, Elvin Jones, Slide Hampton o Max Roach. Además, el músico ha publicado hasta el momento tres trabajos bajo su nombre: "Pontius Pilate’s Decision" (1992), "Musashi" (1997), y "Minions Dominion" (2006) A finales de 2010 se encontraba ultimando la grabación de su disco "Sweet Thunder", cuya publicación está prevista para 2011.
Además de su trabajo como productor y como líder, Delfeayo Marsalis ha desarrollado una importante carrera como docente y como compositor de música para cine y televisión.

## Estilo y valoración
Inspirado por el gran J. J. Johnson, Delfeayo Marsalis  es, como sus hermanos, un virtuoso continuador de la tradición musical del jazz y del espíritu de Nueva Orleans que se ha establecido por derecho propio como una de las voces más frescas del instrumento.

## Discografía
- Pontius Pilate's Decision (Novus, 1992)
- Musashi (Evidence, 1996)
- Minions’ Dominion (Troubadour Jass, 2006)
- Sweet Thunder" (Troubadour Jass, previsto para 2011